# Buchholz (Schaumbourg)
Pour les articles homonymes, voir Buchholz.
Buchholz est une commune allemande de l'arrondissement de Schaumbourg, Land de Basse-Saxe.

## Géographie
Buchholz se situe dans le parc naturel de Weserbergland Schaumburg-Hameln.
|        | Obernkirchen |        |
| Heeßen | Buchholz     | Auetal |
|        | Rinteln      |        |

Buchholz se trouve entre la Bundesstraße 83 et la ligne de Rinteln à Stadthagen.

## Histoire
Des ruines montrent l'existence d'un premier village vers l'an 1000.

## Source, notes et références
- (de) Cet article est partiellement ou en totalité issu de l’article de Wikipédia en allemand intitulé « Buchholz (bei Stadthagen) » (voir la liste des auteurs).